# Мисс Земля 2006
Мисс Земля 2006 (англ. Miss Earth 2006) — 6-й ежегодный конкурс красоты, проводился 26 ноября 2006 года в Национальный музей Филиппин, Манила, Филиппины.

## Результаты
| Итоговый результат  | Участница |
| ------------------- | --- |
| Мисс Земля 2006     | - Чили — Хиль Есения Эрнандес |
| Мисс Земля — Воздух | - Индия — Амрута Патки |
| Мисс Земля — Вода   | - Филиппины — Кэтрин Унталан |
| Мисс Земля — Огонь  | - Венесуэла — Марианна Пулья |
| Топ 8               | - Чехия — Petra Soukupová - Египет — Meriam George - Панама — Stefanie de Roux - Польша — Francys Sudnicka |

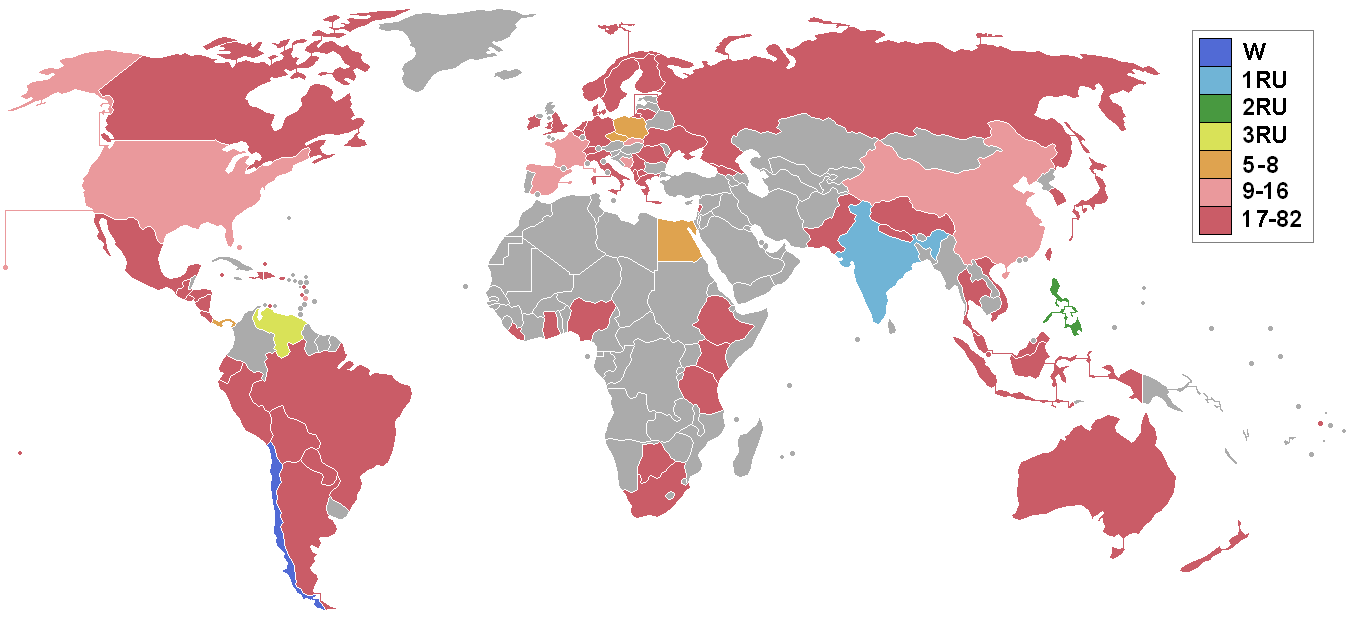
Страны-участницы конкурса «Мисс Земля» — 2006 года

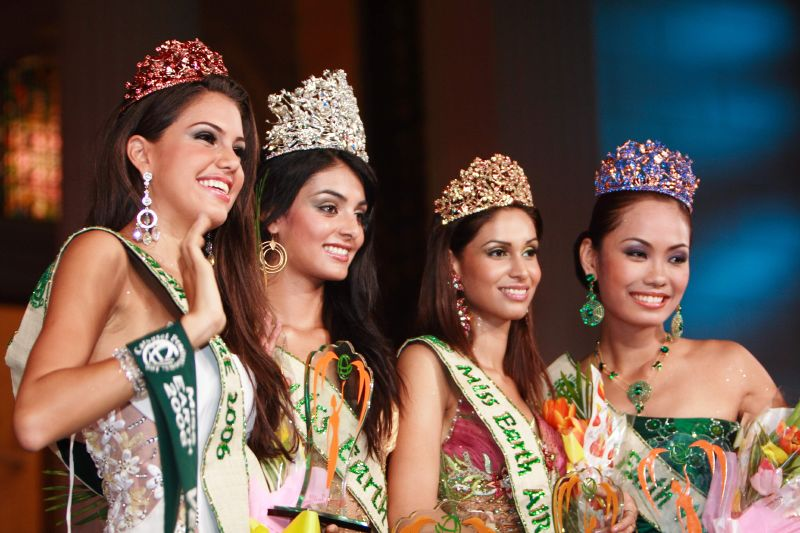
Мисс Земля 2006 и три Вице-Мисс (Огонь, Земля, Воздух и Вода)

| Топ 16              | - Багамские Острова — Leandra Pratt - Босния и Герцеговина — Bosena Jelcic - Китай — Zhou Mengting - Франция — Anne Charlotte Triplet - Сент-Люсия — Cathy Daniel - Словакия — Judita Hrubyova - Испания — Rocio Cazallas - США — Amanda Pennekamp |

### Талант

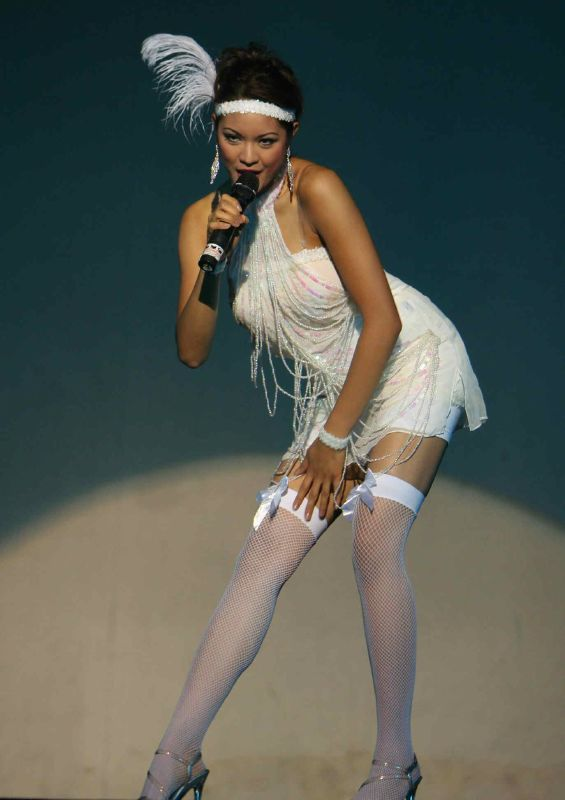
Риза Сантос, представительница Канады выступает на конкурсе талантов.

### Специальные награды
| Награда                    | Участница                    |
| -------------------------- | ---------------------------- |
| Мисс фотогеничность        | Канада — Riza Santos         |
| Лучший национальный костюм | Самоа — Mililani Vienna Tofa |
| Мисс дружба                | Италия — Maria Lucia Leo     |
| Мисс талант                | Китай — Zhou Mengting        |
| Лучший купальник           | Венесуэла — Marianne Puglia  |
| Лучшее длинное платье      | Индия — Amruta Patki         |

## Судьи
Список судей на Мисс Мира 2006:
| Номер | Судьи                 | Описание                                                                          |
| ----- | --------------------- | --------------------------------------------------------------------------------- |
| 1     | Аббигейл Аренас       | консультант по имиджу                                                             |
| 2     | Кэтрин Констандинидес | Эколог и телеведущая телеканала Lifestyle транслируемой в ЮАР                     |
| 3     | Твити де Леон         | Top Fashion Model                                                                 |
| 4     | Джастин Габионца      | Королева красоты                                                                  |
| 5     | Мишель Адам Лисовски  | Основатель и Председатель Fashion TV                                              |
| 6     | Уорнер Мэннинг        | Эколог, главный исполнительный директор Hongkong and Shanghai Banking Corporation |
| 7     | Андреа Мастеллоне     | Главный управляющий, Traders Hotel Manila                                         |
| 8     | Хосе Рамон Оливес     | Журналист, старший вице-президент ABS-CBN Broadcasting Corporation                |
| 9     | Дориан Пенья          | Профессиональный игрок в баскетбол San Miguel Brewery                             |
| 10    | Рики Рейс             | Эксперт красоты, благотворитель                                                   |
| 11    | Тацухико Такахаси     | Благотворитель, президент Richmonde Hotel                                         |
| 12    | Ли Чуру               | Региональный менеджер Korean Air на Филиппинах                                    |

## Участницы
Список участниц Мисс Земля 2006:

| - Албания — Blerta Halili - Аргентина — Andrea Carolina Garcia - Австралия — Natalie Newton - Багамские Острова — Leandra Pratt - Бельгия — Isabelle Cornelis - Боливия — Jessica Jordan Burton - Босния и Герцеговина — Bosena Jelcic - Ботсвана — Kefilwe Kgosi - Бразилия — Ana Paula Quinot - Канада — Riza Raquel Santos - Острова Кайман — Stephanie Monique Espeut - Чили — Hil Yesenia Hernández - Китай — Zhou Mengting - Коста-Рика — Maripaz Duarte - Кюрасао — Kristal Rose Sprock - Чехия — Petra Soukupová - Дания — Nicoline Qvortrup - Доминиканская Республика — Alondra Peña - Эквадор — Maria Magdalena Stahl - Египет — Meriam George - Сальвадор — Ana Flor Astrid Machado - Англия — Holly Ikin - Эфиопия — Dina Fekadu - Финляндия — Linnea Aaltonen - Франция — Anne Charlotte Triplet - Грузия — Maria Sarchimelia - Германия — Fatima Funk - Гана — Mable Naadu Frye - Греция — Eugenia Lattou - Гваделупа — Ingrid Bevis - Гватемала — Catherine Gregg - Гаити — Helan Georges - Гондурас — Lesly Gabriela Molina Kristoffp - Индия — Amruta Patki - Индонезия — Yelena Setiabudi - Ирландия — Melanie Boreham - Италия — Maria Lucia Leo - Япония — Noriko Ohno - Кения — Emah Madegwa - Республика Корея — Park Hee-jung - Ливан — Nahed Al Saghir† | - Либерия — Rachel Njinimbam - Литва — Evelina Dedul - Северная Македония — Ivana Popovska - Малайзия — Alice Loh - Мартиника — Megane Martinon - Мексика — Alina Garcia - Непал — Ayushma Pokharel - Нидерланды — Sabrina Van Der Donk - Новая Зеландия — Annelise Burton - Никарагуа — Sharon Amador - Нигерия — Ivy Obrori Edenkwo - Норвегия — Meria Leroy - Пакистан — Sehr Mahmood - Панама — Stefanie de Roux - Парагвай — Paloma Navarro - Перу — Valery Caroline Neff - Филиппины — Catherine Untalan - Польша — Francys Sudnicka - Пуэрто-Рико — Camille Colazzo - Румыния — Nicoleta Motei - Россия — Elena Salnikova - Сент-Люсия — Cathy Daniel - Самоа — Mililani Vienna Tofa - Сербия и Черногория — Dubravka Skoric - Сингапур — Shn Juay Shi Yun - Словакия — Judita Hrubyová - ЮАР — Nancy Dos Reis - Испания — Rocio Cazallas - Швеция — Cécilia Harbo Kristensen - Швейцария — Laura Ferrara - Французская Полинезия — Raimata Agnieray - Китайская Республика — Chiu Yu-Cheng - Танзания — Richa Maria Adhia - Таиланд — Pailin Rungratanasunthorn - Тибет — Tsering Chungtak - Теркс и Кайкос — Nicquell Garland - Украина — Karina Kharchinska - США — Amanda Pennekamp - Венесуэла — Marianne Puglia - Вьетнам — Vũ Nguyễn Hà Anh - Уэльс — Laura Livesy |

## Примечание

### Дебют
| - Ботсвана - Острова Кайман - Кюрасао - Англия - Грузия - Гваделупа | - Ирландия - Либерия - Литва - Тибет - Уэльс |

### Отказались
| - Афганистан - Камбоджа - Камерун - Колумбия - Эстония - Гонконг - Израиль - Ямайка | - Латвия - Макао - Маврикий - Монголия - Ниуэ - Португалия - Токелау - Замбия |

### Вернулись
| - Последний раз участвовали в 2001 году: - Италия - Последний раз участвовали в 2002 году: - Греция - Испания | - Последний раз участвовали в 2004 году: - Албания - Коста-Рика - Эфиопия - Гватемала - Швейцария |

### Другие примечания
- Nahed Al-Saghir (Ливан) скончалась 16 апреля 2011 года, от осложнений инфекции почек.

## Галерея

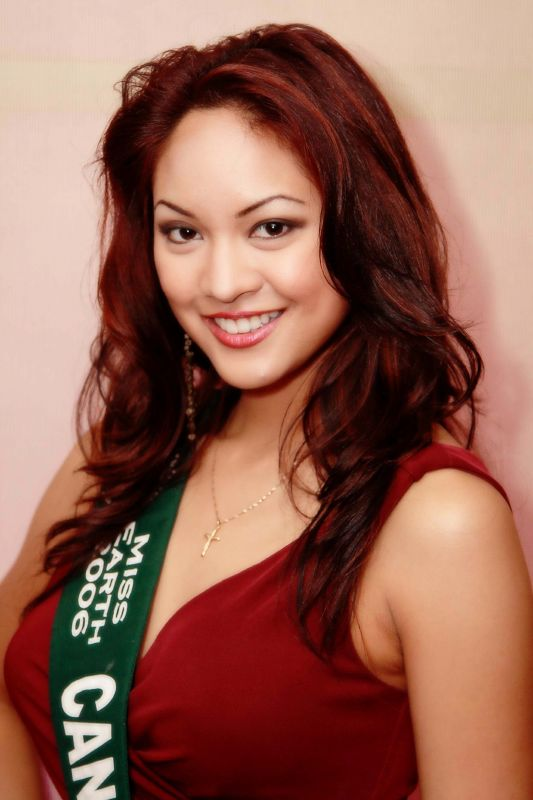
Riza Santos Мисс Канада
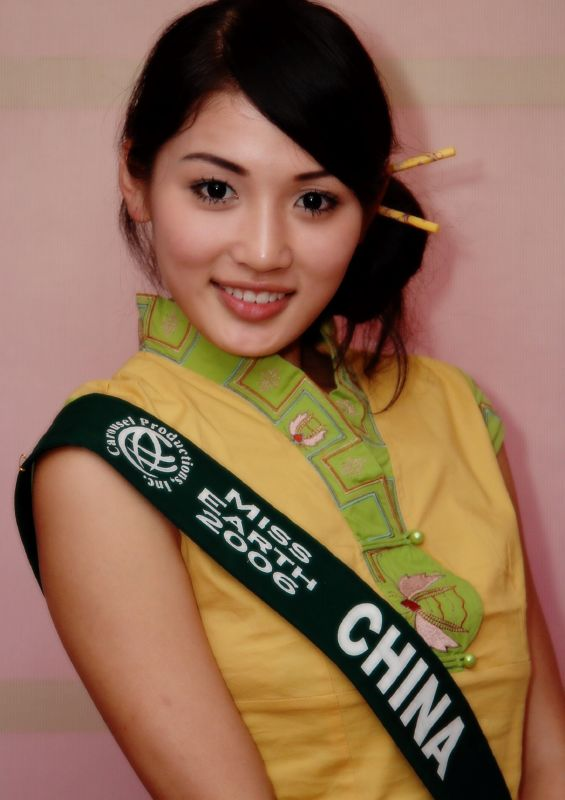
Zhou Meng Ting Мисс Китай
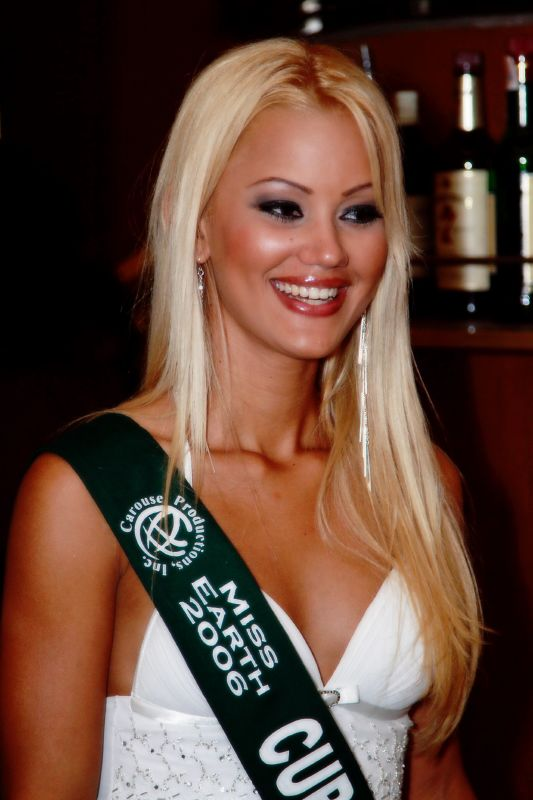
Krystal Sprock Мисс Кюрасао
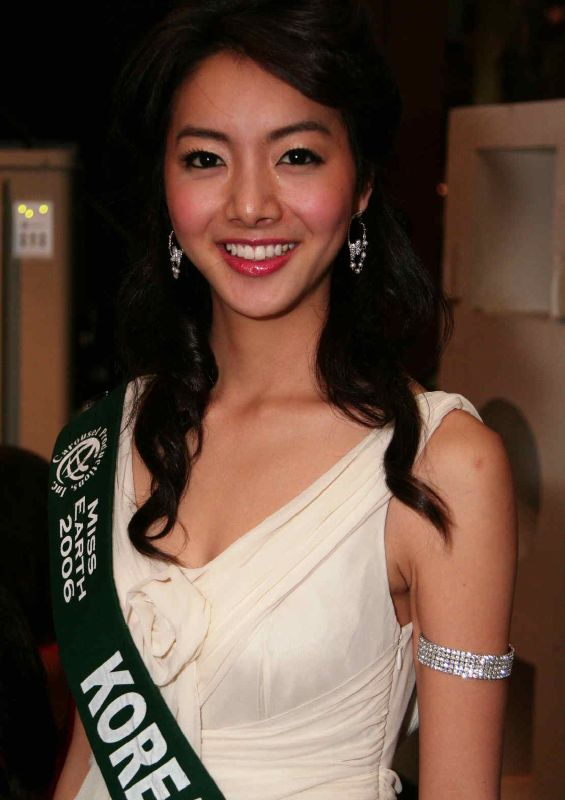
Park Hee-jung Мисс Корея
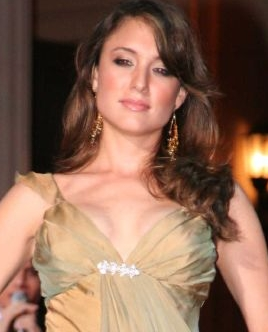
Stefanie de Roux Мисс Панама

## Примечание
1. ↑  Yazon, Giovanni Paolo J. (30 ноября 2006). Chile's charmer wins Miss Earth crown. Manila Standard Today. Архивировано 4 сентября 2009. Дата обращения: 27 декабря 2008.
2. ↑  Soul, John (26 ноября 2006). Miss Earth 2006. Woman of the Earth News. Архивировано 4 апреля 2010. Дата обращения: 27 декабря 2009.